# Кукутени (Дамбовица)
Кукутени (рум. Cucuteni) насеље је у Румунији у округу Дамбовица у општини Моцајени. Oпштина се налази на надморској висини од 563 m.

## Становништво
Према подацима из 2002. године у насељу је живело 662 становника, од којих су сви румунске националности.